# Systellura
Systellura — рід дрімлюгоподібних птахів родини дрімлюгових (Caprimulgidae). Представники цього роду мешкають в Південній Америці. Раніше їх відносили до роду Дрімлюга (Caprimulgus), однак за результатами низки молекулярно-генетичних досліджень їх було переведено до відновленого роду Systellura.

## Види
Виділяють два види:
- Дрімлюга довгодзьобий (Systellura longirostris)
- Дрімлюга перуанський (Systellura decussata)[6]

## Етимологія
Наукова назва роду Systellura походить від сполучення слів дав.-гр. συστελλω — скоротити і ουρα — хвіст.